# Зелигман, Проспер
Ипполит Проспер Зелигман (фр. Hippolyte Prosper Seligmann; 28 июля 1817, Париж — 5 февраля 1882, Монте-Карло) — французский виолончелист.
Окончил Парижскую консерваторию, ученик Луи Пьера Норблена (виолончель) и Фроманталя Галеви (композиция). Концертировал во Франции и Италии, в частности в дуэте с Леоном Оноре. В 1840—1850-е гг. играл также в парижских оркестрах.
В 1872 году игра Зелигмана и Юбера Леонара, как двух исполнителей, «хорошо известных в артистическом мире точностью своей игры», стала предметом исследования физиков Альфреда Корню и Эрнеста Меркадье, изучавших точные значения музыкальных интервалов.
Автор виолончельного концерта Op. 70 (1859) и ряда сочинений для своего инструмента (фантазии, дивертисменты, этюды и т. д.), среди которых выделяется «Алжирский альбом» Op. 60 (фр. Album algérien; 1855), полный обработанных Зелигманом арабских мелодий, услышанных им во время путешествия. Несколько фантазий и обработок (на темы Карла Марии фон Вебера и Джоаккино Россини) для скрипки, виолончели и фортепиано написаны им совместно с Камилло Сивори. Выступал также как музыкальный критик.